# 七五三

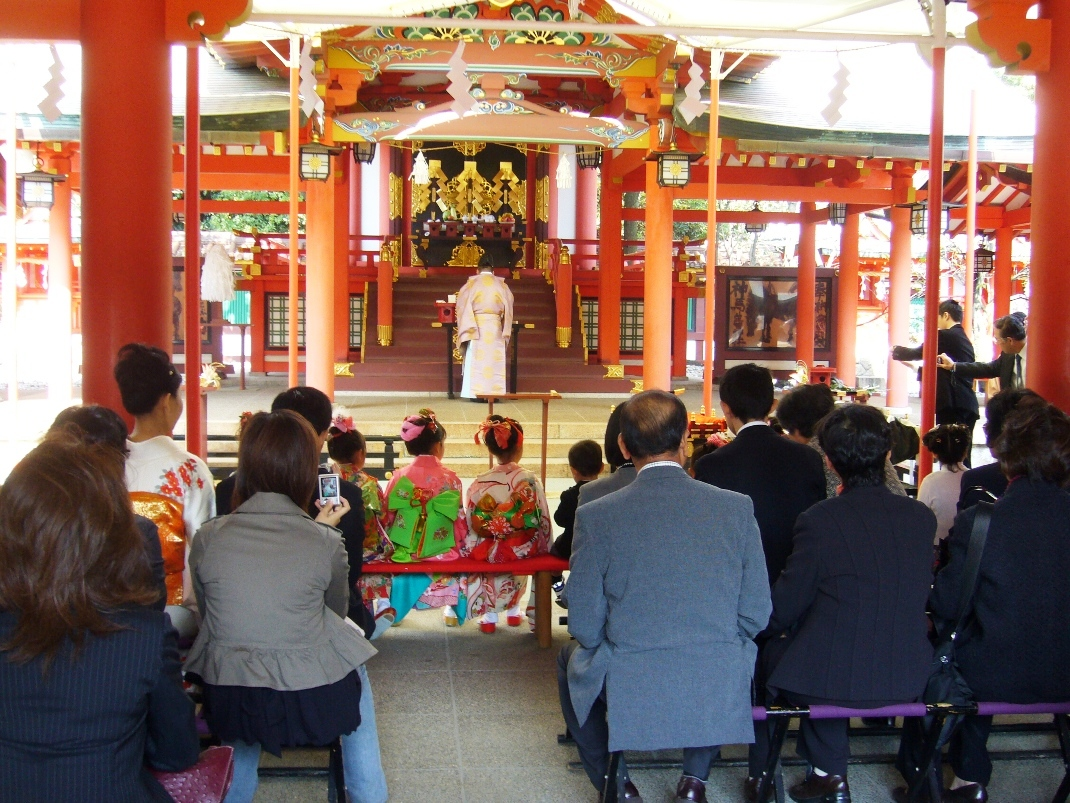
七五三参りの様子（2006年）

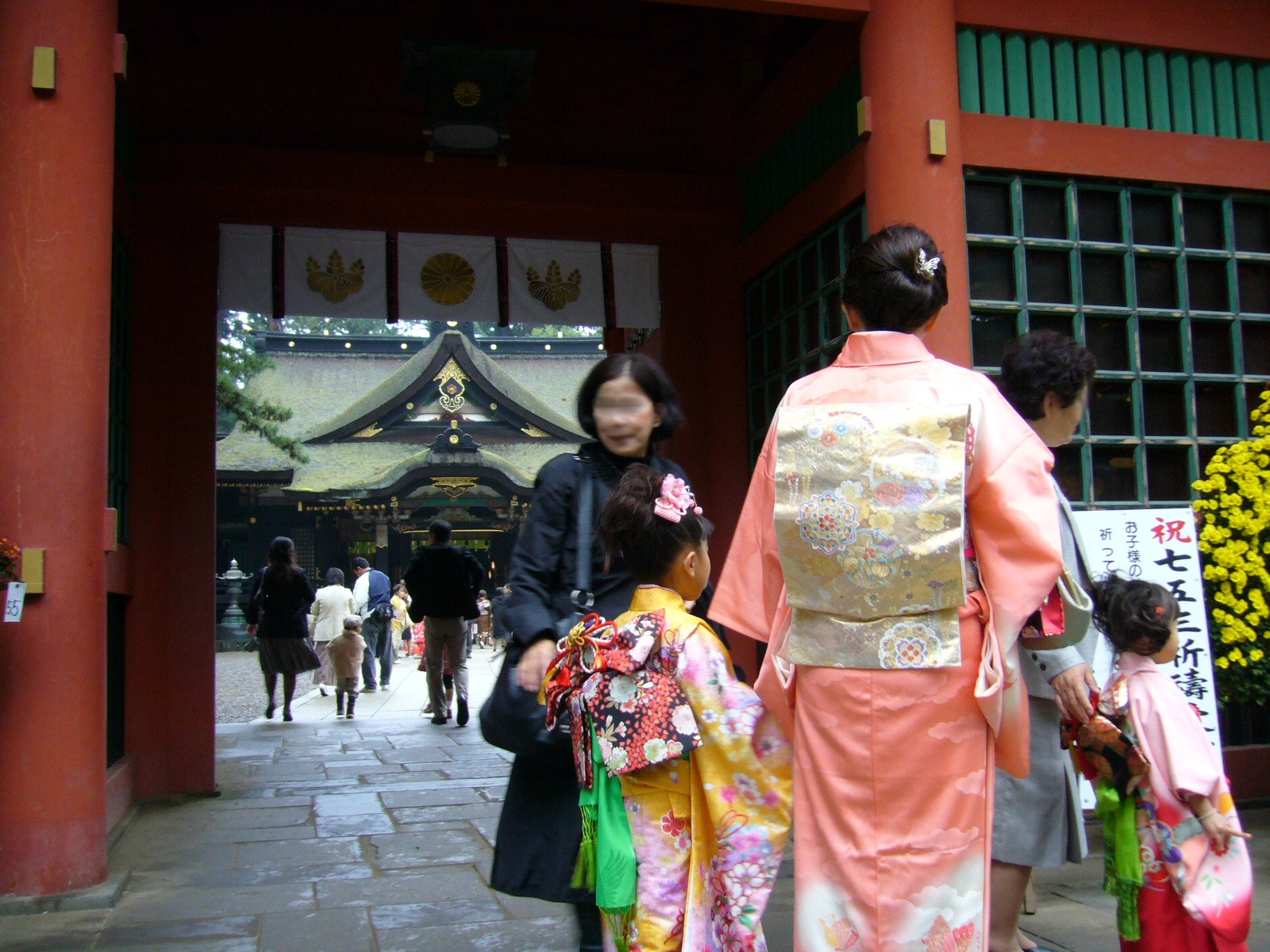
晴れ着で神社に参拝する様子（2007年）

七五三（しちごさん）とは、7歳、5歳、3歳の子どもの成長を祝う日本の年中行事であり、神社・寺などで「七五三詣」を行い、報告、感謝、祈願を行う奉告祭。

## 由来
日取りは、天和元年（1681年）旧暦11月15日に、江戸幕府第5代将軍徳川綱吉の長男徳川徳松の髪置祝いがおこなわれたことを前例にするとも伝えられ、暦学の上でも吉日にあたる。
江戸時代中頃から商業の発達による影響もあり、都市部において現在のような華やかな風習となった。やがてこの儀式は京都、大阪でも行われるようになり、だんだんと全国に広まっていった。

## 日付
旧暦の15日はかつては二十八宿の鬼宿日（鬼が出歩かない日）に当たり、何事をするにも吉であるとされた。また、旧暦の11月は収穫を終えてその実りを神に感謝する月であり、その月の満月の日である15日に、氏神への収穫の感謝を兼ねて子供の成長を感謝し、加護を祈るようになった。
江戸時代に始まった神事であり、旧暦の数え年で行うのが正式となる。
神事としては、感謝をささげ祝うことが重要であるとの考え方から、現代では、数え年でなく満年齢で行う場合も多い。
明治改暦以降は新暦の11月15日に行われるようになった。現在では11月15日にこだわらずに、11月中のいずれかの土・日・祝日に行なうことも多くなっている。
北海道等、寒冷地では11月15日前後の時期は寒くなっていることから、1か月早めて10月15日に行う場合が多い。

## 各年齢の意味

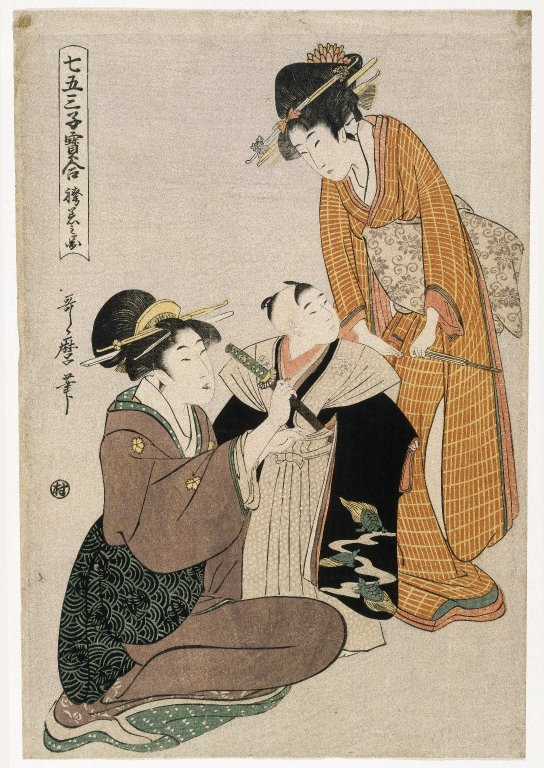
「七五三子寶合」より「袴着」喜多川歌麿（1795年頃）

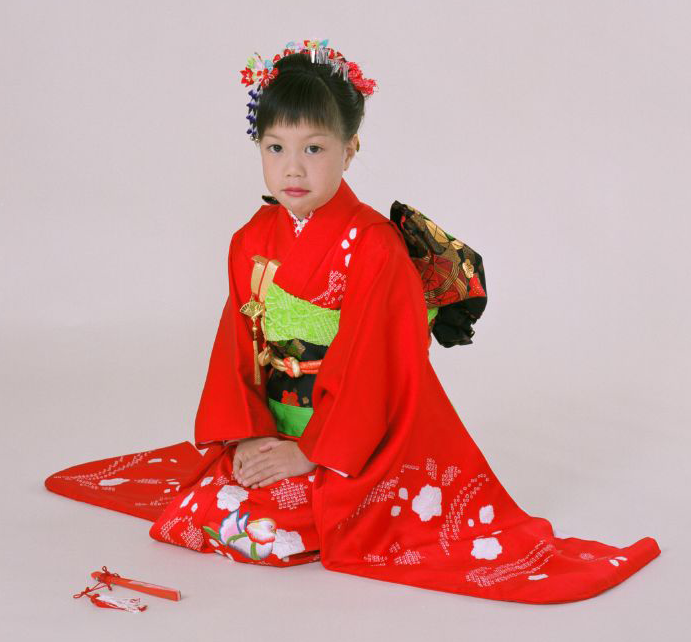
晴れ着を着た7歳の少女（2005年）

現在は「七五三」という名称から、それぞれの年齢で行う同じ行事のように捉えられる傾向にあるが、実際には別々の異なった行事である。3つの子供の行事を「七五三」と呼んだため、本来の神事の内容が薄れ、同じ行事のように思われている。そのため、現在でも地方によって年齢や祝う内容が異なる。

### 関東
発祥とされる関東地方では以下のように考えられている。
- 数え年3歳（満年齢2歳になる年）を「髪置き」とし、主に女児が行う（古くは男児も行ったため、現在も行う場合がある）。江戸時代は、3歳までは髪を剃る習慣があったため、それを終了する儀。
- 数え年5歳（満年齢4歳になる年）を「袴着（袴儀）」とし、男児が行う。男子が袴を着用し始める儀。平安時代に公家階級で行われていた行事にならったもので[7]、古くは男女ともに行ったが、武家では男子のみに行ったため、次第に男児の行事となった[8]。
- 数え年7歳（満年齢6歳になる年）を「帯解き」（または「紐解き」）とし、女児が行う。女子が付け紐の着物を卒業し、大人と同じ幅の広い帯を結び始める儀。

最近では性別問わず三回すべて行う例も散見する。奇数を縁起の良い数と考える中国の思想の影響もある。

### 他の地方
上方発祥の習俗としては十三詣りがあり、これも徐々に全国に広がりつつある。
変わった所では福岡県で4–5歳で「ひもとき」、7歳で「へこかき」（少年）／「ゆもじかき」（少女）（いずれもふんどしや湯文字といった成人仕様の下着を初めて身につける）を行う地区がある。
3歳=言葉、5歳=知恵、7歳=歯を神から授かることを感謝し、また、3歳、5歳、7歳は子供の厄の一種でもあるという考えが出雲地方にみられる。

### 地域差と近年の動向
- 静岡県では、他の地域よりも早い時期（3歳）に男児が七五三を祝う習慣が比較的一般的であり、静岡市内の写真スタジオなどでは「3歳男児の被布（ひふ）着用」を想定した衣装を多く取り揃えている。
- かつて東京を含む首都圏では、男児は主に5歳で祝う傾向が強かったが、近年では「被布は3歳でしか着られない」という認識から、3歳男児でも被布を着せて写真を残す家庭が増加している。この傾向は、子供の成長の段階と体型に適した被布の着用可否にも起因している。

## 服装

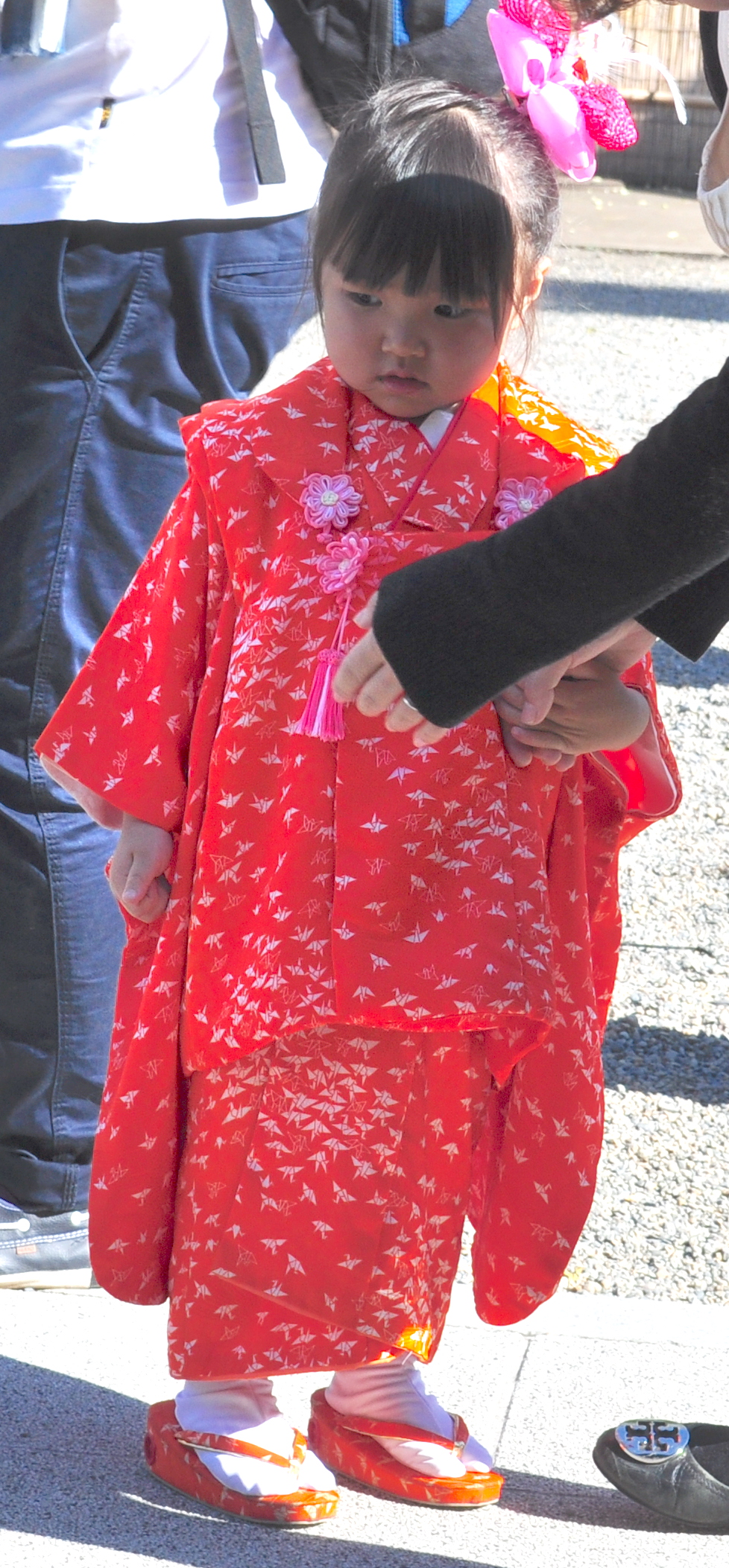
被布を着た3歳女児（2014年）

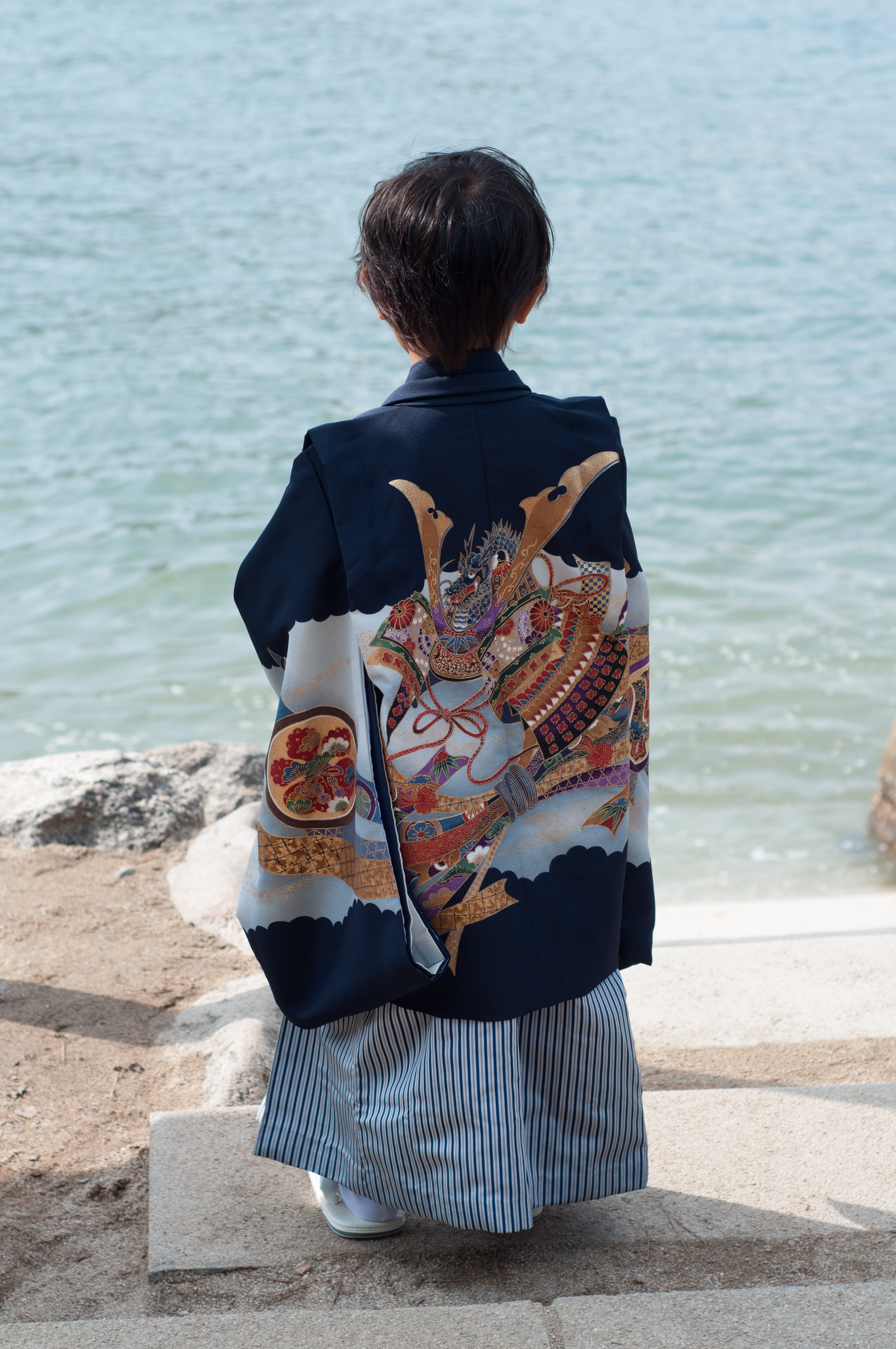
熨斗目模様の羽織を着た5歳男児（2017年）

和装の場合に正式とされる服装を示す。
- 3歳女児

友禅染めの縮緬地で無垢仕立て（表裏共生地）にした四つ身、下着（内側に重ねる中着）は調和する無地や友禅、匹田模様の縮緬など。長襦袢は赤の紋羽二重。しごきは八尺もの、帯揚げは赤の絞り、帯締めは丸ぐけとし、扇子と筥迫を身につける。被布をつける場合も多い。
- 5歳男児

熨斗目模様（長着の腰のあたりと袖の下部に横段になるよう模様を配した柄行き）の羽二重の長着に、無地や縞、または熨斗目の袴、熨斗目の羽織。羽織紐は白の丸打ちとし、白扇を持つ。
- 7歳女児

本裁ちの小振袖。成長しても着られるようにする場合は五つ紋とする。しごきや帯揚げ、帯締めなどは3歳女児に同じ。

## 品物

### 千歳飴

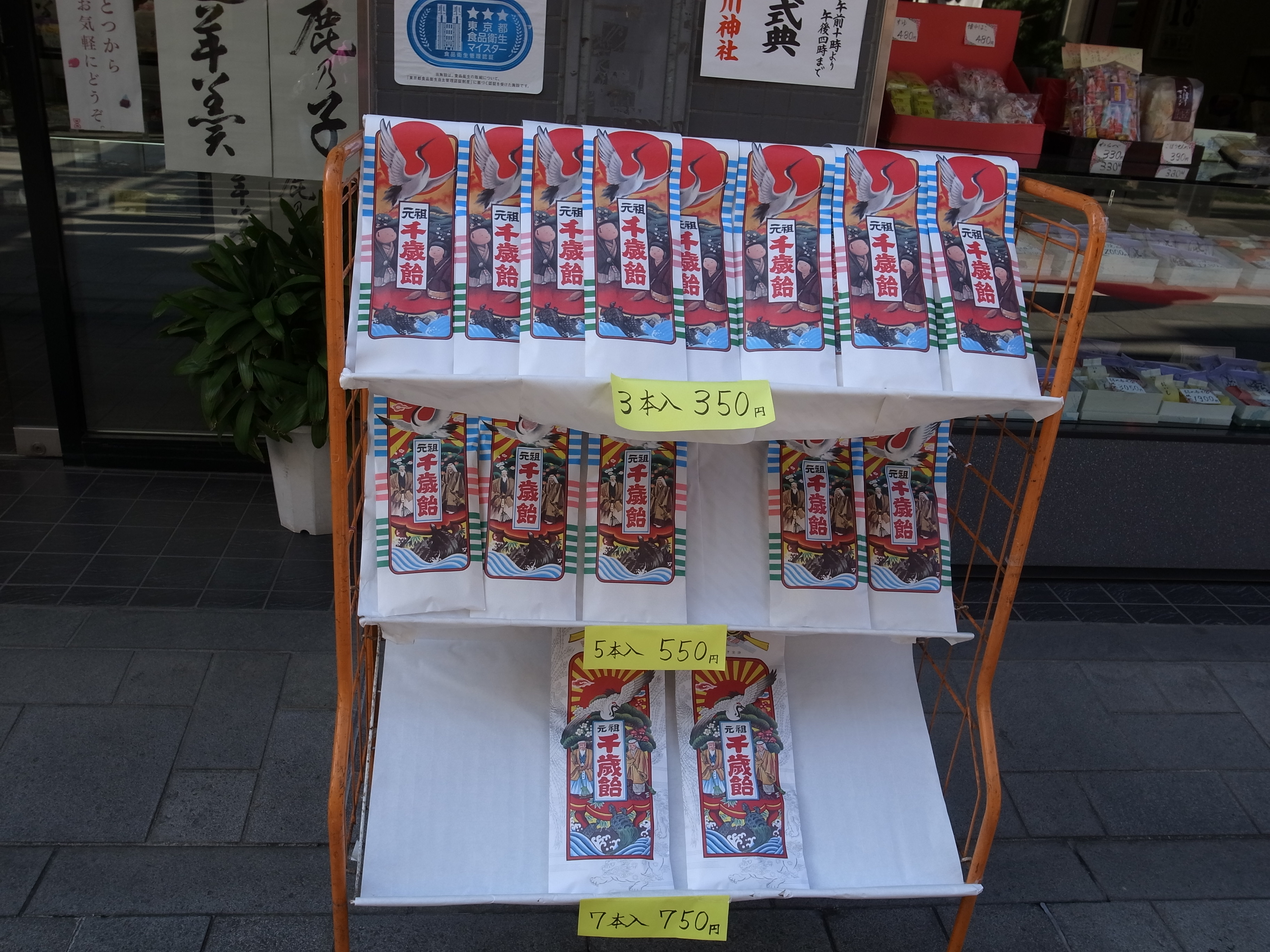
千歳飴（2014年）

七五三では、親が自らの子に長寿の願いを込めた「千歳飴（ちとせあめ）」を与えて食べて祝う。「千歳」は健康や長寿を願った呼び名で、元々は麦芽からつくられた細長い飴を紅白に着色していた。千歳飴は、鶴亀（つるかめ）や松竹梅などの縁起の良い図案の描かれた千歳飴袋に入れられている。

#### 由来
千歳飴は、江戸時代の元禄・宝永の頃、浅草の飴売り七兵衛が売り出し流行した「千年飴」から始まったとされている。

#### 製法
千歳飴の製法には地方ごとに形状や色が異なる。
関東の千歳飴は水飴と砂糖を材料とし、鍋の中で140度程度の熱に達するまで煮詰めたのち鍋から取り出して平たく展ばして冷却する。硬化しはじめて柔らかい塊状にまとまった飴に均等に空気を混ぜるために飴の塊を棒に引っ掛け、引き伸ばしながら何層にも折り返す製白機と呼ばれる機械に掛ける。この工程により透明の飴の中に無数の空気の細い隙間が生じ乱反射して白く見えるようになり、千歳飴独特の舌触りの食感が生まれる。触ると火傷するほど熱を帯びた飴の塊を製白機から外し、手または機械で細長く伸ばし、平たい台の上で転がして均等な太さに成形し、適当な長さで切り口が欠けないように包丁を用いて叩くようにして切断する。伝統や格式を重んじる菓子屋では以上の手順を経て作った千歳飴を神社に納め、お祓いを受けてから店頭に並べる。
ミルク味のほかレモン味や抹茶味の商品も販売されている。このほか不二家ではミルキーを棒状にしたものを「千歳飴」として毎年この時期に発売している。

### 風船
七五三で風船や綿菓子を与える事もある。

## ホテルでのイベント
埼玉県、千葉県、茨城県南部地方では、七五三のお祝いをホテルなどで結婚披露宴並に豪華に開催する場合もある。